# Сичікова Яна Олександрівна
Я́на Олекса́ндрівна Си́чікова (1984 р. н.)  — українська науковиця, популяризаторка науки та нанотехнологій, доктор технічних наук, професор.

## Біографія
З 2005 по 2007 рр. працювала вчителем математики у школі-інтернаті у м. Бердянськ. У 2007 р. закінчила Бердянський державний педагогічний університет за спеціальністю «Фізика» і почала там працювати асистентом кафедри прикладної фізики. У 2013 р. захистила кандидатську дисертацію за темою «Морфологічні властивості наноструктур, сформованих на поверхні монокристалічного фосфіду індію методом електрохімічного травлення». У 2016 р. закінчила Національний університет цивільного захисту України за спеціальністю «Цивільна безпека». У 2019 р. захистила докторську дисертацію за темою «Науково-методологічні засади оцінювання якості й властивостей наноструктур на поверхні напівпровідників»

## Популяризаторська діяльність
- Проводить публічні лекції, майстер-класи у рамках проекту «Наномистецтво: Наука — це мистецтво»

## Нагороди
- Відомча нагорода «Відмінник освіти України».